# 馬尼拉雅典耀大學
馬尼拉亞典耀大學（Ateneo de Manila University），簡稱「亞典耀」（Ateneo） ，是菲律賓一所創立於1859年的私立大學。初期為公立學府，美國由西班牙政府接收菲律賓之後，亞典耀自馬尼拉市王城區遷至奎松市現址起成為私立學府，並於1959年奉准升格為大學。

## 簡介
馬尼拉亞典耀系統內有小學、初中、高中和大學教育。學術領域包括：藝術、人文、商學、法律、社會學、哲學、神學、醫學、公共衛生、生物學、物理學、化學、數學、電腦科學、資訊科技、工程學、環境科學和政府學。除了教學，亞典耀亦與菲律賓社會和工商界多所聯繫，並從事相關研究。
2004年，馬尼拉亞典耀大學與德拉薩大學成為菲律賓唯二獲菲律賓教育委員會頒授菲律賓教育獎章第4段（最高榮譽）的高等學府，同時也是菲律賓少數獲得教育委員會允准完全學術自主的大學。
在中、小學體系部份，馬尼拉亞典耀亦獲得第3段（最高榮譽）的肯定。

## 專業學院
- AGSB-BAP Institute of Banking
- 商學院
- 資訊科學研究所
- 法學院
- 政府學院
- 醫學暨公共衛生學院
- 進修教育中心 （页面存档备份，存于）

## 耶穌會東亞5大學「全球領導力」課程
2008年開始，東亞4所耶穌會頂尖大學－日本上智大學、韓國西江大學、菲律賓馬尼拉雅典耀大學、台灣輔仁大學聯合開辦「全球領導力課程」（Global Leadership Program for 4 Jesuit Universities in East Asia），課程目標透過小組討論，培養現代社會的未來全球領導人。
2012年，印尼聖那塔達瑪大學加入，課程改稱「東亞5大學」。2013年，美國馬凱特大學受邀參觀。
| 年份   | 開課地點     | 東道主           | 備註                           |
| ------ | ------------ | ---------------- | ------------------------------ |
| 2008年 | 日本東京     | 上智大學         | 第1屆。                        |
| 2009年 | 首爾         | 西江大學         | 第2屆。                        |
| 2010年 | 菲律賓馬尼拉 | 馬尼拉雅典耀大學 | 第3屆。                        |
| 2011年 | 臺灣新北     | 輔仁大學         | 第4屆。                        |
| 2012年 | 日本東京     | 上智大學         | 第5屆。開始改稱「東亞5大學」。 |
| 2013年 | 首爾         | 西江大學         | 第6屆。                        |
| 2014年 | 菲律賓馬尼拉 | 馬尼拉雅典耀大學 | 第7屆。                        |

## 著名校友
亞典耀的著名校友有菲律賓民族英雄－黎剎、格洛丽亚·马卡帕加尔-阿罗约與艾奎諾三世等。許多校友在菲律賓爭取獨立的運動中，皆為政治宣傳的能手。爾後他們成為政治運動家、政治領袖，帶領了同校畢業的專業人士、企業家、作家、科學家、教育家和藝術家等為菲律賓貢獻良多。校友會因校友最初全為男性，故原本全由男性組成，後來女性入學後，經爭取亦獲得相同權益和責任。